# Республиканская гвардия Франции
Республиканская гвардия (фр. Garde républicaine, до 1978 года — республиканская гвардия Парижа) — подразделение Национальной жандармерии Франции. Обеспечивает безопасность важнейших правительственных зданий: Елисейского дворца (резиденция Президента Франции), Матиньонского дворца (резиденция премьер-министра Франции), Люксембургского дворца (место заседаний Сената), Бурбонского дворца (место заседаний Национальной ассамблеи Франции), Дворца правосудия (место заседаний кассационного и апелляционного судов). Сохраняет правопорядок в Париже, охраняет высших государственных лиц, важнейших иностранных гостей.
Насчитывает около 2860 служащих — мужчин и женщин, гражданских и военных. Состоит из одного кавалерийского полка, двух пехотных полков, военного оркестра и хора.
Штаб-квартира расположена в 4-м округе Парижа, в Казармах Челестин.